# Fowler (Familienname)
Fowler ist ein englischer Familienname.

## Namensträger

### A
- Alan B. Fowler (1928–2024), US-amerikanischer Physiker
- Alfred Fowler (1868–1940), britischer Astronom
- Ally Fowler (* 1961), australische Schauspielerin
- Andrew Fowler (* 1995), guyanischer Schwimmer
- Anthony Fowler (* 1991), englischer Boxer
- Art Fowler (1922–2007), US-amerikanischer Baseballspieler

### B
- Bernard Fowler (* 1960), US-amerikanischer Musiker
- Beth Fowler (* 1940), US-amerikanische Schauspielerin
- Brenda Fowler (1883–1942), US-amerikanische Schauspielerin
- Brian Fowler (* 1962), neuseeländischer Radsportler
- Bruce Fowler (Posaunist) (* 1947), US-amerikanischer Posaunist und Komponist
- Bruce Fowler (Sänger) (* 1965), US-amerikanischer Opernsänger (Tenor)
- Bryan Fowler (1898–1987), britischer Polospieler

### C
- Calvin Fowler (1940–2013), US-amerikanischer Basketballspieler
- Cam Fowler (* 1991), US-amerikanisch-kanadischer Eishockeyspieler
- Catherine S. Fowler (* 1940), US-amerikanische Anthropologin
- Chad Fowler  (* 1974), US-amerikanischer Jazzmusiker
- Charles N. Fowler (1852–1932), US-amerikanischer Politiker
- Cheyne Fowler (* 1982), südafrikanischer Fußballspieler
- Christopher Fowler (1953–2023), britischer Schriftsteller

### D
- Dan Fowler (1914–1991), US-amerikanischer Fußballspieler und -funktionär
- Danny Fowler (* 1956), englischer Snookerspieler
- Dante Fowler (* 1994), US-amerikanischer American-Football-Spieler
- David Fowler (1937–2004), britischer Mathematiker und Mathematikhistoriker
- Dexter Fowler (* 1986), US-amerikanischer Baseballspieler
- Dick Fowler (1932–2012), kanadischer Politiker
- Don Paul Fowler (1953–1999), britischer Altphilologe
- Dylan Fowler (* 1956), walisischer Gitarrist, Komponist und Arrangeur

### E
- Edith Henrietta Fowler (1865–1944), englische Schriftstellerin
- Ellen Thorneycroft Fowler (1860–1929), englische Schriftstellerin
- Emma Fowler (* 1979), britische Biathletin

### F
- Francis George Fowler (1870–1918), englischer Lexikograph und Anglist

### G
- Gene Fowler junior (1917–1998), US-amerikanischer Filmeditor und Regisseur
- Georgia Fowler (* 1992), neuseeländisches Model
- Gilbert John Fowler (1868–1953), Chemiker
- Gordon Fowler (1899–1975), britischer Segler

### H
- H. Robert Fowler (Hiram Robert Fowler; 1851–1926), US-amerikanischer Politiker
- Hal Fowler (1927–2000), US-amerikanischer Pokerspieler
- Harry Fowler (1926–2012), britischer Schauspieler
- Harold Gordon Fowler (1899–1975), britischer Segler, siehe Gordon Fowler
- Harold North Fowler (1859–1955), US-amerikanischer Klassischer Philologe
- Hayley Fowler, Klimatologin
- Henry Fowler, 1. Viscount Wolverhampton (1830–1911), britischer Politiker
- Henry Fowler (Ingenieur) (1870–1938), englischer Lokomotivingenieur, Chief mechanical engineer der London, Midland and Scottish Railway
- Henry H. Fowler (1908–2000), US-amerikanischer Jurist und Politiker
- Henry James Fowler (1926–2012), britischer Schauspieler, siehe Harry Fowler
- Henry Watson Fowler (1858–1933), englischer Lexikograf und Philologe
- Henry Weed Fowler (1878–1965), US-amerikanischer Zoologe
- Howard Fowler, US-amerikanischer Autorennfahrer
- Hugh S. Fowler (1912–1975), US-amerikanischer Filmeditor

### I
- India Fowler, britische Schauspielerin

### J
- Jack Fowler (Fußballspieler, 1898) (1898–1975), walisischer Fußballspieler
- Jack Fowler (Fußballspieler, 1902) (1902–1979), englischer Fußballspieler
- Jack Fowler (Fußballspieler, 1935) (* 1935), englischer Fußballspieler
- Jack Fowler (Musiker) (* 1991), US-amerikanischer Rockmusiker
- James Fowler (Fußballspieler) (* 1980), schottischer Fußballspieler
- James Alexander Fowler (1863–1955), US-amerikanischer Jurist
- James Bonard Fowler (1933–2015), US-amerikanischer Polizist und Mörder
- James H. Fowler (* 1970), US-amerikanischer Politikwissenschaftler
- James W. Fowler (1940–2015), US-amerikanischer Theologe
- Janet Fowler-Michel (* 1965), kanadische Basketballspielerin und -trainerin
- Jason Fowler (* 1974), englischer Fußballspieler
- Jeff Fowler (* 1978), US-amerikanischer Animator
- Jeffrey Fowler (Admiral) (* 1956), pensionierter Vizeadmiral der US-Navy
- Jermaine Fowler (* 1988), amerikanischer Comedian und Schauspieler
- Jessica Fowler (* 2000), australische Tennisspielerin
- Joanna Fowler (* 1942), US-amerikanische Chemikerin
- John Fowler (Politiker) (1756–1840), US-amerikanischer Politiker
- John Fowler (Eisenbahningenieur) (1817–1898), englischer Eisenbahningenieur und Brückenbauer
- John Fowler (Erfinder) (1826–1864), englischer Erfinder und Ingenieur
- John Fowler (Fußballschiedsrichter) (1880–1950), englischer Fußballschiedsrichter
- John Fowler (Fußballspieler, 1933) (1933–1976), schottischer Fußballspieler
- John Fowler (Maler) (* 1937), englischer Maler und Grafiker
- John Fowler (Fußballspieler, 1974) (* 1974), englischer Fußballspieler
- John Beresford Fowler (1906–1977), britischer Innenarchitekt
- John Edgar Fowler (1866–1930), US-amerikanischer Politiker
- Joseph A. Fowler (1845–1917), kanadischer Komponist, Organist und Pianist
- Joseph S. Fowler (1820–1902), US-amerikanischer Politiker

### K
- Karen Joy Fowler (* 1950), amerikanische Schriftstellerin
- Kevin Fowler (* 1966), US-amerikanischer Country- und Rockmusiker

### L
- Lemuel Fowler († 1963), US-amerikanischer Pianist
- Lilian Fowler (1886–1954), australische Politikerin
- Linda Fowler-Magerl (1939–2017), amerikanische Rechtshistorikerin

### M
- Margaret Fowler (1916–1991), US-amerikanische Fußballfunktionärin
- Marjorie Fowler (1920–2003), US-amerikanische Filmeditorin
- Martin Fowler (* 1963), britischer Informatiker
- Mary Fowler (* 2003), australische Fußballspielerin
- Mary Fowler (Geophysikerin) (* 1950), britische Geophysikerin und Hochschullehrerin
- Micah Fowler (* 1998), US-amerikanischer Filmschauspieler

### N
- Norman Fowler, Baron Fowler (* 1938), britischer Politiker

### O
- Oralee Fowler (* 1961), bahamaische Sprinterin
- Orin Fowler (1791–1852), US-amerikanischer Politiker
- Orson Fowler (1809–1887), US-amerikanischer Phrenologe

### P
- Peter Fowler (1923–1996), britischer Physiker

### R
- Ralph Howard Fowler (1889–1944), britischer Physiker und Astronom
- Rem Fowler (1883–1963), britischer Motorradrennfahrer
- Richard Fowler († 1477), Chancellor of the Duchy of Lancaster
- Rickie Fowler (* 1988), US-amerikanischer Golfer
- Rob Fowler (* 1972), britischer Schauspieler und Sänger
- Robbie Fowler (* 1975), englischer Fußballspieler
- Robert Fowler (Erzbischof von Dublin) (1724–1801), irischer Geistlicher, Bischof der Church of Ireland
- Robert Fowler (Bischof von Ossory) (1766–1841), irischer Geistlicher, Bischof der Church of Ireland
- Robert Fowler, 1. Baronet (1828–1891), britischer Politiker, Lord Mayor of London
- Robert Fowler (Maler) (1853–1926), britischer Maler
- Robert Fowler (Leichtathlet) (1882–nach 1981), US-amerikanischer Leichtathlet
- Robert Fowler (Radsportler) (1931–2001), südafrikanischer Radsportler
- Robert Fowler (Diplomat) (* 1944), kanadischer Diplomat
- Robert Fowler (Musiker) (* 1964), britischer Jazzmusiker
- Robert G. Fowler (1884–1966), US-amerikanischer Pilot
- Robert Henry Fowler (1857–1957), irischer Cricketspieler
- Robert Louis Fowler (* 1954), britischer Gräzist und Historiker
- Robert St Leger Fowler (1891–1925), irischer Cricketspieler
- Rosemary Fowler (* 1926), britische Physikerin
- Roy Fowler (1934–2009), englischer Leichtathlet

### S
- Samuel Fowler (Politiker, 1779) (1779–1844), US-amerikanischer Politiker (New Jersey)
- Samuel Fowler (Politiker, 1851) (1851–1919), US-amerikanischer Politiker (New Jersey)
- Simon Fowler (* 1965), britischer Sänger und Gitarrist

### T
- T. J. Fowler (1910–1982), US-amerikanischer R&B- und Jazzmusiker
- T. Kenneth Fowler (* 1931), US-amerikanischer Physiker
- Teal Fowler (* 1970), US-amerikanischer Eishockeyspieler und -trainer
- Therese Anne Fowler (* 1967), US-amerikanische Autorin
- Thomas Fowler (Mediziner) (1736–1801), britischer Apotheker und Arzt, Namensgeber für die Fowlersche Lösung
- Thomas Fowler (Erfinder) (1777–1843), britischer Erfinder und Mathematiker
- Thomas Fowler (Philosoph) (1832–1904), britischer Philosoph, Hochschullehrer und Universitätspräsident
- Tillie K. Fowler (1942–2005), US-amerikanische Politikerin
- Tom Fowler (1951–2024), US-amerikanischer Bassist der Fusionmusik

### W
- Walt Fowler (* 1955), US-amerikanischer Jazz- und Fusionmusiker
- William Alfred Fowler (1911–1995), US-amerikanischer Astrophysiker
- William Herbert Fowler (1856–1941), britischer Golfarchitekt
- William Warde Fowler (1847–1921), britischer Althistoriker und Ornithologe
- William Weekes Fowler (1849–1923), britischer Geistlicher und Entomologe
- Wyche Fowler (* 1940), US-amerikanischer Politiker